# 노승호 (1980년)
노승호(盧承鎬, 1980년 5월 29일 ~ )은 대한민국의 제8·9대 충청남도 부여군의원이다.

## 학력
- 합송국민학교 졸업
- 백제중학교 졸업
- 대전동아공업고등학교 졸업
- 한국농수산대학 식량작물학과 졸업

## 경력
- 부여군농업인단체협의회 사무국장
- 한국농업경영인 부여군연합회 사무국장
- 민주평화통일자문회의 부여군협의회 자문위원
- 한국농수산대학교 충남동문회장
- 합송초등학교운영위원장
- 규암면 노화1리 마을회 이장
- 충청남도 4-H 연합회 회장
- 부여군  4-H 연합회 회장
- 부여군 2040농업인협의회 회장
- 드론군아카데미 부여교육원장
- 백제고을 영농조합 법인대표
- 2018.07 ~ 2022.06 제8대 충청남도 부여군의회 의원
- 2018.07 ~ 2020.07 제8대 충청남도 부여군의회 전반기 산업건설위원회 부위원장
- 2018.07 ~ 2020.07 제8대 충청남도 부여군의회 전반기 예산결산특별위원회 위원장
- 2020.07 ~ 2022.06 제8대 충청남도 부여군의회 후반기 부의장
- 2020.07 ~ 2022.06 제8대 충청남도 부여군의회 후반기 의회운영위원회 위원
- 2020.07 ~ 2022.06 제8대 충청남도 부여군의회 후반기 산업건설위원회 위원
- 2024.04 ~ 제9대 충청남도 부여군의회 의원
- 2024.04 ~ 2024.07 제9대 충청남도 부여군의회 전반기 총무위원회 위원
- 2024.07 ~ 제9대 충청남도 부여군의회 후반기 총무위원회 위원
- 2024.11 ~ 2024.11 제9대 충청남도 부여군의회 (재)부여군지역공동체활성화재단상임이사후보자인사청문특별위원회 위원

## 역대 선거 결과
|  | 11.11% |

|  | 47.14% |